# Cameraria fasciata
Cameraria fasciata är en fjärilsart som beskrevs av Tosio Kumata 1993. Cameraria fasciata ingår i släktet Cameraria och familjen styltmalar. Inga underarter finns listade i Catalogue of Life.